# مجفف اليد

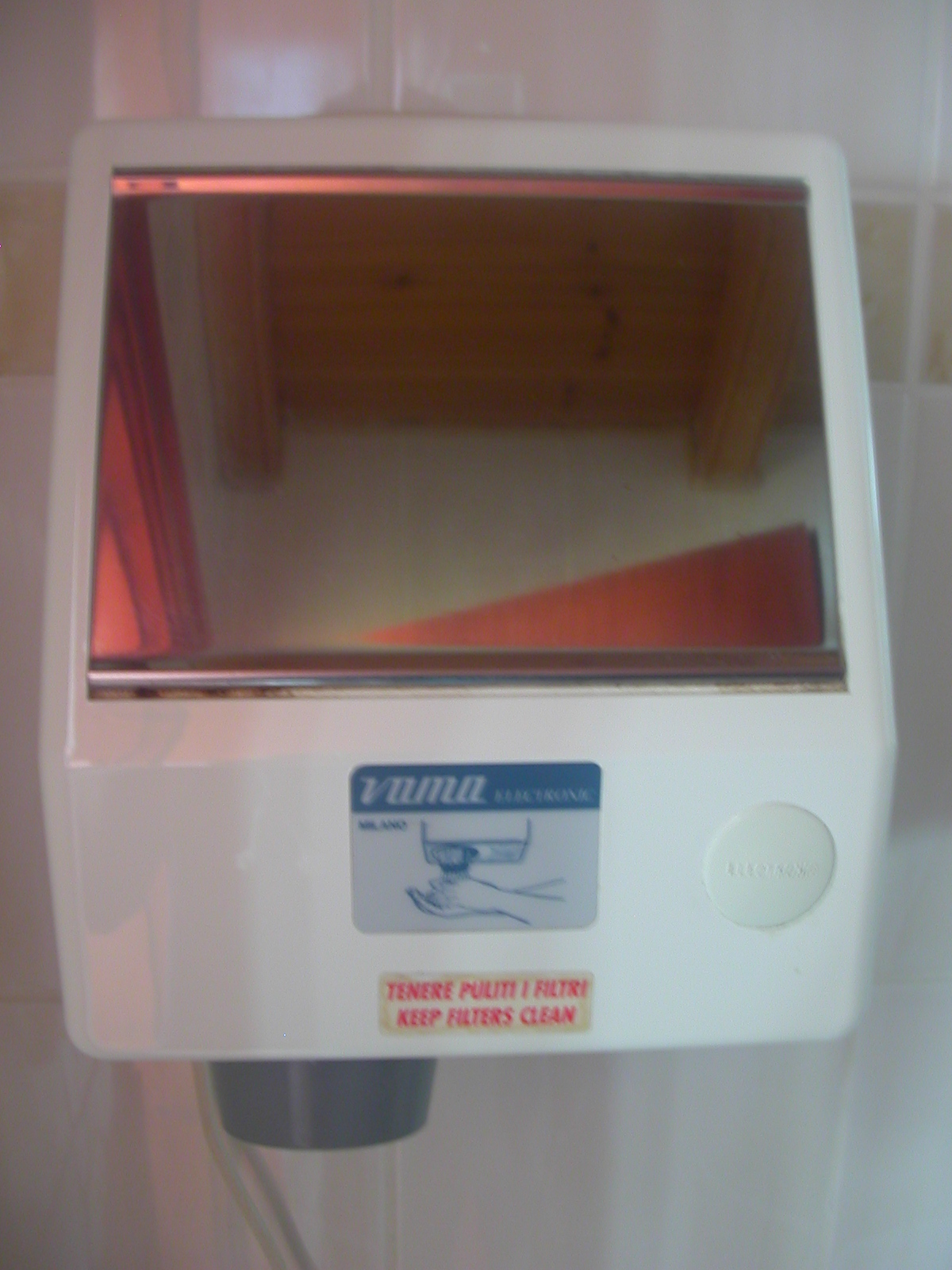
مجفف اليد الذي يعمل بالضغط على الزر.

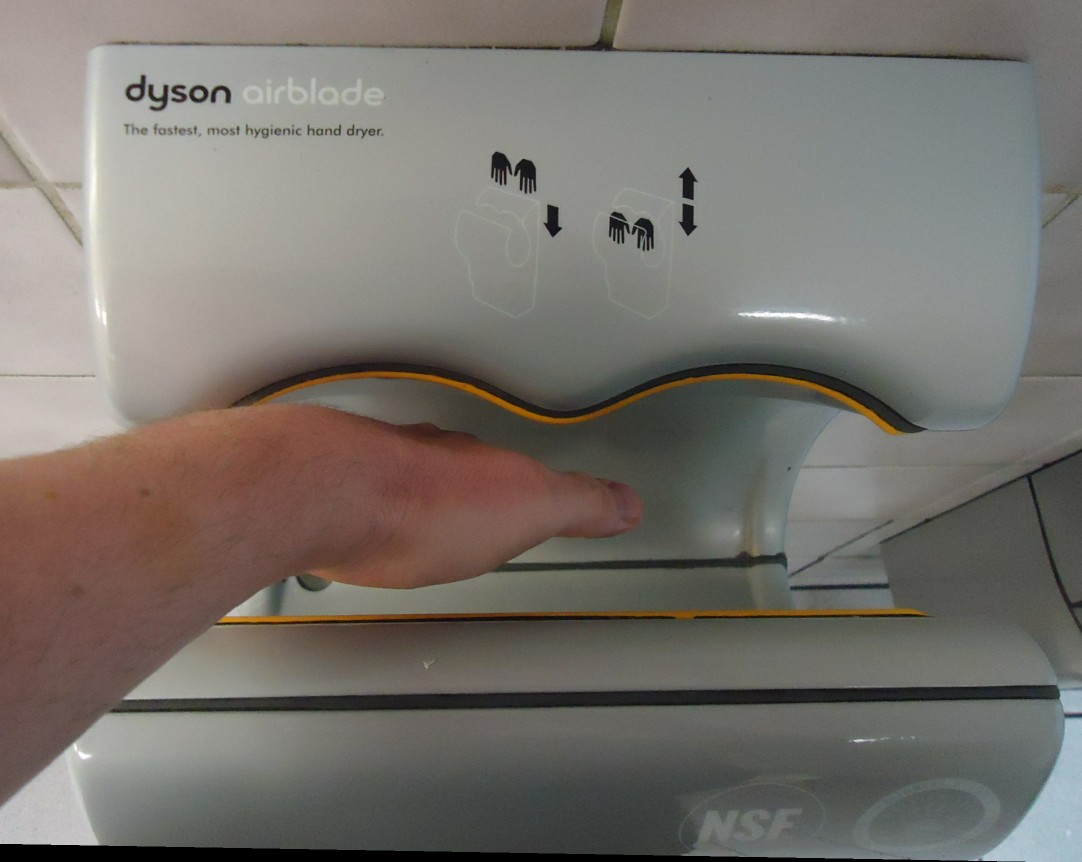
مجفف اليد الذي يعمل تلقائيا باستخدام جهاز استشعار الأشعة تحت الحمراء.

مجففات اليد هي أجهزة كهربائية توجد في دورات المياه العامة وتستخدم لتجفيف اليدين. يمكن أن تعمل بالضغط على زر الموجود فيها أو تلقائيا باستخدام جهاز استشعار الأشعة تحت الحمراء.

## دراسة
أشارت الأبحاث التي أجريت في عام 2008 أن المستهلكين الأوروبيين يفضلون كثيرا مناشف اليد على مجففات الأيدي في الحمامات العامة. وأظهرت الأبحاث أن 63٪ من المشاركين يفضلون استخدام المناشف الورقية للتجفيف، بينما فضل 28٪ فقط مجفف اليد. وتشير العينة بأن الأغلبية الساحقة تفضل المناشف الورقية على مجففات اليد الكهربائية (68٪ مقابل 14٪).واعتبرو أيضا أن المناشف الورقية هي الطريقة الأكثر صحية لتجفيف اليد في دورات المياه العامة (53٪ مقابل 44٪).